# Canepina
Canepina is een gemeente in de Italiaanse provincie Viterbo (regio Latium) en telt 3104 inwoners (31-12-2004). De oppervlakte bedraagt 21,0 km², de bevolkingsdichtheid is 147,66 inwoners per km².

## Demografie
Canepina telt ongeveer 1169 huishoudens. Het aantal inwoners daalde in de periode 1991-2001 met 0,1% volgens cijfers uit de tienjaarlijkse volkstellingen van ISTAT.
| Jaar | Inwoneraantal |
| ---- | ------------- |
| 1991 | 3098          |
| 2001 | 3095          |

## Geografie
De gemeente ligt op ongeveer 501 m boven zeeniveau.
Canepina grenst aan de volgende gemeenten: Caprarola, Soriano nel Cimino, Vallerano, Viterbo.
Acquapendente · Arlena di Castro · Bagnoregio · Barbarano Romano · Bassano Romano · Bassano in Teverina · Blera · Bolsena · Bomarzo · Calcata · Canepina · Canino · Capodimonte · Capranica · Caprarola · Carbognano · Castel Sant'Elia · Castiglione in Teverina · Celleno · Cellere · Civita Castellana · Civitella d'Agliano · Corchiano · Fabrica di Roma · Faleria · Farnese · Gallese · Gradoli · Graffignano · Grotte di Castro · Ischia di Castro · Latera · Lubriano · Marta · Montalto di Castro · Monte Romano · Montefiascone · Monterosi · Nepi · Onano · Oriolo Romano · Orte · Piansano · Proceno · Ronciglione · San Lorenzo Nuovo · Soriano nel Cimino · Sutri · Tarquinia · Tessennano · Tuscania · Valentano · Vallerano · Vasanello · Vejano · Vetralla · Vignanello · Villa San Giovanni in Tuscia · Viterbo · Vitorchiano
1. ↑  https://demo.istat.it/?l=it.